# Brian Wilson is a genius

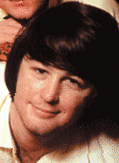
Brian Wilson en 1966.

"Brian Wilson es un genio" es una frase que se convirtió en parte de una campaña mediática encabezada en 1966 por Derek Taylor, quien fue exjefe de prensa de The Beatles, quien en ese momento trabajaba como publicista de The Beach Boys. Aunque hay expresiones documentadas anteriores de la declaración, Taylor frecuentemente llamó a Brian Wilson un "genio", como parte de un esfuerzo por cambiarle la cara a los Beach Boys y legitimar a Wilson como un artista serio a la par de los Beatles y Bob Dylan. La frase ha persistido en la memoria colectiva desde entonces.
Con la ayuda de numerosos asociados en la industria de la música, los esfuerzos promocionales de Taylor fueron parte integral del éxito en Inglaterra del álbum Pet Sounds de 1966. A finales de año, una encuesta de lectores de la revista británica NME puso a Wilson como la cuarta "Personalidad de la música mundial", aproximadamente 1000 votos por delante de Bob Dylan y 500 por detrás de John Lennon. Sin embargo, el revuelo generado por el próximo álbum del grupo, Smile, tuvo una serie de consecuencias no deseadas para la reputación y la dinámica interna de la banda. Wilson colapsado mentalmente terminó por descartar Smile y redujo su participación en el grupo.
Wilson dijo más tarde que la marca "genio" intensificó las presiones en su carrera y lo llevó a convertirse en "una víctima de la industria discográfica". Mientras se alejaba de la industria en los años posteriores, su leyenda resultante originó el cliché del "genio solitario" entre los artistas musicales orientados al estudio y más tarde inspiró comparaciones entre otros músicos como Syd Barrett de Pink Floyd.

## Orígenes y antecedentes

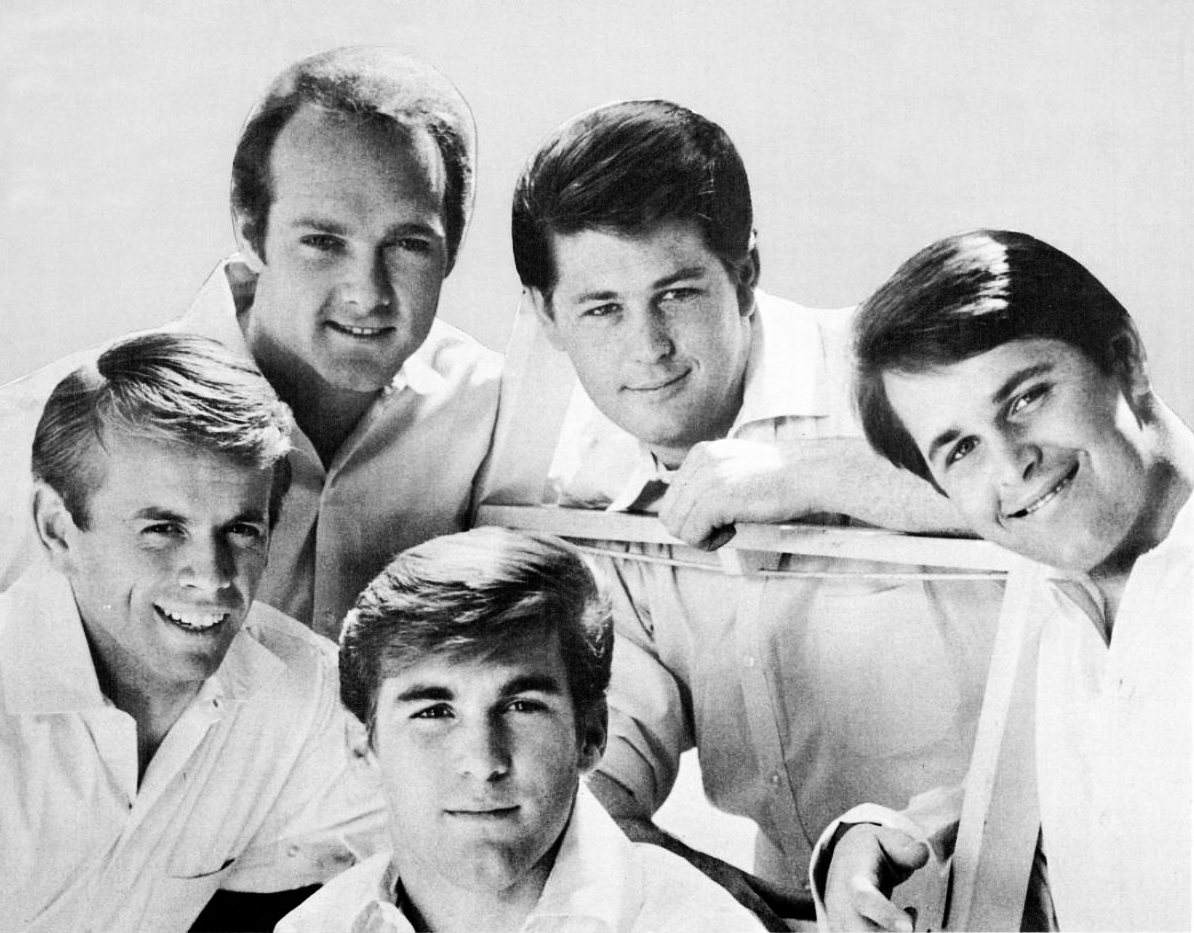
The Beach Boys en 1965 durante su etapa de mayor éxito.

Brian Wilson escribió la mayoría de los éxitos de The Beach Boys de la primera mitad de la década de los 60 y fue uno de los primeros artistas discográficos a los que se les permitió actuar como productor, una posición que alcanzó gracias a su éxito inmediato con la banda tras firmar su contrato con Capitol Records en 1962. El talento de Wilson inspiró a varias figuras de la industria musical de Los Ángeles a referirse a él como un genio. A principios de 1966, quería llevar al grupo más allá de su estética pop y surfera, una imagen que él creía anticuada y que distraía al público de su talento como productor y compositor. Según Mike Love (miembro de la banda y primo de Brian), Wilson buscaba el reconocimiento de los creadores de tendencias de la contracultura, o la "intelectualidad moderna". Brian Wilson reflexionó más tarde que "crecieron leyendas en torno a... nuestra música... y me fascinaba el hecho de que me estaba volviendo famoso y había un interés en mi estilo de vida".
En 1966 el exagente de prensa de The Beatles, Derek Taylor, abandonó el Reino Unido y se mudó a California, donde fundó su propia empresa de relaciones públicas. Para 1966, se había integrado rápidamente en lo que entonces era un círculo en expansión de amigos, músicos y asesores empresariales de Wilson, con mentalidad cosmopolita. Según el periodista musical Nick Kent, «Derek Taylor era en aquel momento la figura más prestigiosa con la que se podía vincular el nombre en materia de promoción... conocía a los Beatles y había trabajado con ellos y con Brian Epstein. No podría haber una recomendación más espectacular».
Van Dyke Parks, el letrista con quien Brian Wilson trabajo a mediados de los 60, afirmó haber presentado a Taylor a Wilson, mientras que el biógrafo David Leaf escribió que fue Bruce Johnston quien "organizó una reunión para Derek con Brian". Los Beach Boys contrataron a Taylor como su publicista en marzo de 1966, dos meses antes del lanzamiento de su álbum Pet Sounds, cobraba un salario de $750 al mes (equivalente a $7,270 en 2024). Según Carl Wilson, aunque la banda era consciente de que las tendencias y la industria musical estaban cambiando, "Capitol tenía una imagen muy definida de nosotros", y la banda no estaba contenta con la forma en que el sello los promocionaba en la época de Pet Sounds.
Tras darse cuenta de la gran estima que Wilson tenía entre sus amigos músicos, como Parks y el cantante Danny Hutton, Taylor se preguntó por qué esto no era un consenso general y comenzó a difundirlo, convirtiéndolo casi en una campaña. Para actualizar la imagen de la banda con relatos de primera mano sobre las últimas actividades de Wilson, el prestigio de Taylor fue crucial para ofrecer una perspectiva creíble a quienes no pertenecían a su círculo íntimo. Se dedicó a promocionar a Wilson como un "genio" excepcional entre los artistas pop, una convicción que mantenía sinceramente.

## Pet Soundsy "Good Vibrations"
Una de las primeras ocasiones donde Derek Taylor anunció que Brian Wilson era un genio fue en su artículo de 1966 titulado "Brian Wilson: Whizzkid Behind the Beach Boys". Más referencias a la retórica del "genio" aparecieron en Melody Maker y New Musical Express, específicamente en los artículos "Brian, Pop Genius!" de Don Traynor (21 de mayo de 1966), "Brian Wilson's Puppets?" de Alan Walsh (12 de noviembre de 1966) y "Brian: Loved or Loathed Genius" de Tracy Thomas (28 de enero de 1967). En los escritos de Taylor, Wilson fue presentado como una "luminaria del pop" al nivel de figuras contemporáneas de renombre como John Lennon, Paul McCartney y Bob Dylan, así como de figuras clásicas como Bach, Beethoven y Mozart. Lo que sigue es un extracto de Taylor, identificado como "Jerry Fineman, el reportero de Hollywood de los años 60", y contiene algunas afirmaciones exageradas:

Este es Brian Wilson. Es un Beach Boy. Algunos dicen que es más. Algunos dicen que es un Beach Boy y un genio. Este genio de veintitrés años no solo canta con el famoso grupo, sino que también compone la letra y la música, luego hace los arreglos, la ingeniería y la producción del disco... Incluso el empaque y el diseño de la carátula del disco están controlados por el talentoso Sr. Wilson. A menudo se le ha llamado "genio", y es una carga.

Pet Sounds había sido muy influyente y elevó el prestigio de la banda como un grupo de rock innovador. Taylor es ampliamente reconocido como instrumental en el éxito del álbum en el Reino Unido debido a sus conexiones con los Beatles y otras figuras de la industria en ese país. Esto contrastaba con sus decepcionantes ventas en los Estados Unidos, donde su promoción no fue diferente de las ofertas anteriores de los Beach Boys, y se basó en la imagen pública familiar del grupo en lugar de un cambio de marca. Aunque la mayoría de los escritores influyentes que habían reconocido el valor cultural de la obra de Bob Dylan no estaban dispuestos a dedicar una atención similar a los Beach Boys, como escribe el biógrafo Peter Ames Carlin, "muchos músicos [en Estados Unidos] entendieron la importancia del logro de Brian en el álbum, al igual que algunos miembros de la pequeña pero cada vez más influyente banda de periodistas e intelectuales que habían comenzado a aplicar un pensamiento analítico serio a la música rock".
En mayo, Taylor y Bruce Johnston (quien reemplazaba a Brian Wilson en las actuaciones en vivo de The Beach Boys) viajaron a Londres y organizaron fiestas para escuchar el álbum, invitando a prestigiosos músicos (incluidos Lennon y McCartney) y periodistas de rock. Estos periodistas posteriormente ayudaron a difundir la idea de Wilson como un "genio del pop", como también propagaron la estética vanguardista del álbum. Gran parte de la prensa británica y estadounidense también se centró en la disparidad entre Wilson como "cerebro del estudio" y las actuaciones poperas de los Beach Boys en el escenario. El editor fundador de Rolling Stone, Jann Wenner, informó posteriormente que los fanáticos británicos identificaron a los Beach Boys como "años adelantados" a los Beatles y declararon a Wilson un "genio". Entre los músicos que elogiaron a Wilson en sus grabaciones se encuentran Lennon, Eric Clapton de Cream, el productor de The Rolling Stones, Andrew Loog Oldham, Spencer Davis de Spencer Davis Group y Mick Jagger de los Rolling Stones. Clapton declaró a Melody Maker que "Brian Wilson es sin duda un genio del pop".
A finales de 1966, la revista NME realizó una encuesta de lectores que colocó a Wilson como la cuarta "Personalidad de la Música Mundial", unos 1000 votos por delante de Bob Dylan y 500 por detrás de John Lennon. Los Beach Boys fueron coronados como el mejor grupo vocal, por delante de los Beatles. Ringo Starr baterista de los Beatles comentó: "Los cuatro somos fans de los Beach Boys. Quizás votamos por ellos".

## Smiley su cancelación
Brian Wilson declaró en una entrevista de finales de 1966 que el próximo álbum de The Beach Boys, Smile, superaría todos sus trabajos discográficos anteriores. En abril de 1967, CBS emitió un especial de televisión presentado por el director de orquesta Leonard Bernstein llamado Inside Pop: The Rock Revolution, donde Wilson estrenó la canción «Surf's Up» que iba a estar presente en Smile. Pero al mes siguiente, Derek Taylor anunció que Smile había sido «desechado», y la prensa musical posteriormente amplificó sus representaciones románticas de Wilson.
En octubre, la revista Cheetah publicó "Goodbye Surfing, Hello God!", una autobiografía escrita por Jules Siegel. Incluía una referencia irónica a la retórica generalizada sobre el "genio", con Siegel reflexionando sobre si Wilson era "a genius, Genius, or GENIUS". Siegel abordó la lucha de Wilson por superar la imagen surfera de la banda en Estados Unidos y atribuyó el colapso de Smile a "un ciclo obsesivo de creación y destrucción que amenazó no solo su carrera y su fortuna, sino también su matrimonio, sus amistades, su relación con los Beach Boys y, según preocupaban algunos de sus amigos más cercanos, su mente".
Según el académico Kirk Curnett, el artículo de Siegel fue "el más decisivo para establecer a Brian como un artista voluble en el sentido más amplio del término: un artista excéntrico y errático que perseguía peligrosamente a su musa en lugar de servir alegremente a las masas". También comentando el artículo, el profesor Andrew Flory escribió:

Siegel idealizó enormemente a Wilson y a Smile, haciéndose eco y fomentando la visión generalizada del público de Wilson como un genio atormentado... Representar a Wilson en decadencia, con la no publicación de Smile como la consecuencia más obvia de una psicosis mental y creativa... brindó a los fans del rock una forma de ver a Wilson como alguien moderno, ayudando al público contracultural a superar la brecha social entre "Fun fun fun" y "Good Vibrations". ... [El artículo también] veneraba a Smile como una reliquia de esta modernidad, intensificando el interés del público por la obra inédita.

## Retiro de los escenarios
Brian Wilson declaró más tarde que se había quedado sin ideas para 1967 "en el sentido convencional" y que estaba "a punto de morir". También expresó su insatisfacción por ser catalogado como un "genio": "Una vez que te etiquetan como genio, tienes que seguir así o tu nombre se convierte en lodo. Soy una víctima de la industria discográfica". Van Dyke Parks coincidió en que la frase de Derek Taylor "obligó a Brian Wilson a demostrar continuamente que es un genio". Mike Love afirmó que Wilson recurrió a las drogas para expandir sus concepciones creativas y cumplir con las comparaciones que había recibido con The Beatles y Wolfgang Amadeus Mozart.
El 14 de diciembre de 1967, Jann Wenner publicó un influyente artículo en la revista Rolling Stone que denunciaba la etiqueta de "genio", calificándola de "despropósito promocional" y un intento "inútil" de comparar a Wilson con los Beatles. Escribió: "Wilson se creía un genio y se sintió obligado a aprovecharse de ello. Esto dejó a Wilson en un aprieto... lo que significó que transcurrió un año entre Pet Sounds y su último lanzamiento, Smiley Smile". A raíz del artículo, muchos aficionados al rock descartaron al grupo como una "consideración seria". En un artículo de septiembre de 1968 para Jazz & Pop, Gene Sculatti escribió que se estaba gestando una controversia sobre el rock en torno a Wilson entre "los intelectuales y críticos académicos del 'rock como arte', los adolescentes sintonizados con la AM y todos los demás... el sexteto californiano es aclamado simultáneamente como la encarnación del genio y ridiculizado como el arquetipo de los evasores de la música pop".
Los compañeros de banda de Wilson se sintieron resentidos, cuando Wilson fue señalado como un "genio". Love reflexionó que, si bien Brian merecía el reconocimiento, la prensa frustraba a todos en el grupo, incluyendo a Carl Wilson, a quien le molestaba especialmente la idea errónea de que los miembros eran "componentes musicales sin nombre en la máquina musical de Brian". La entonces esposa de Brian, Marilyn Wilson-Rutherford, insinuó que Brian "se sentía culpable de recibir toda la atención y... que lo llamaran genio" y decidió reducir su participación en la banda "porque pensaba que todos lo odiaban". A partir de 1968, su producción como compositor disminuyó considerablemente, pero la narrativa pública de "Brian como líder" continuó. Se hizo cada vez más conocido por su reclusión y no atrajo el nivel de atención de la prensa que había logrado en la década de 1960 hasta que se ideó una nueva campaña de marketing, "¡Brian's Back!", en 1976.
Para la década de 1970, se había formado un grupo de fans y detractores que veían a Brian Wilson como una víctima consumada de la era psicodélica. Algunas de las caracterizaciones propuestas por expertos de la industria incluían "un genio musical, pero un aprendiz de ser humano", "un fracasado", "otro caso triste" y "un perdedor". En una entrevista de 1971, Carl Wilson comentó que los escritos de Jules Siegel "y muchas de esas cosas que circularon antes realmente lo desanimaron". Explicó que la mayor parte era "totalmente inexacta" y describió a Brian como "una persona muy evolucionada" que es "muy sensible a la vez, lo cual puede ser confuso", añadiendo que Brian no colabora con la prensa "en absoluto".